# Bryocodia poasina
Bryocodia poasina är en fjärilsart som beskrevs av William Schaus 1911. Bryocodia poasina ingår i släktet Bryocodia och familjen nattflyn. Inga underarter finns listade i Catalogue of Life.